# Pueblo escocés
El pueblo escocés (escocés: Scots fowk, gaélico escocés: Albannaich) es una nación y etnia nativa de Escocia. Históricamente los escoceses se originaron de la amalgamación de dos pueblos celtas —los pictos y los gaélicos— que fundaron el Reino de Escocia (o Alba) en el siglo IX. Después, otros pueblos como los celtas britanos y los germanos anglosajones y nórdicos contribuyeron también en la formación de la nación escocesa. Entonces se puede decir que el pueblo escocés tiene principalmente raíces celtas y germanas, ambos de origen indoeuropeo.
El término escocés o pueblo escocés es usado actualmente para designar a las personas cuyo origen genético, cultural, familiar y lingüístico proviene de Escocia. En latín, la palabra Scotti se refería originalmente a los galos, pero después ha servido para describir a los habitantes de Escocia.
Las personas de ascendencia escocesa viven en muchos países, aparte de Escocia. La emigración, influenciada por factores como el desplazamiento forzado de escoceses de las Tierras Altas y de las Tierras Bajas durante el siglo XVIII, la participación escocesa en el Imperio británico, y últimamente la desindustrialización y el desempleo, ha causado que millones de descendientes de escoceses se encuentren desperdigados en muchas partes del mundo. Estos emigrantes escoceses se llevaron consigo inicialmente sus lenguas y cultura. Muchos se asentaron en Norteamérica, Sudamérica,[cita requerida] Australia y Nueva Zelanda. Canadá tiene la proporción más alta de descendientes de escoceses del mundo y la segunda población más numerosa, después de los Estados Unidos.
Diferentes pueblos europeos migraron y se asentaron en Escocia a lo largo de su historia. Gaélicos, pictos y britanos tenían sus respectivos mitos de origen, como la mayoría de pueblos medievales europeos. Beda el Venerable hablaba de que los escotos habían venido desde España a través de Irlanda y los pictos de Escitia. Los pueblos germánicos como los anglosajones empezaron a llegar en el siglo VII, mientras que los nórdicos invadieron y colonizaron partes de Escocia desde el siglo VIII. En la Alta Media, desde el reinado de David I de Escocia, llegaron inmigrantes desde Francia, Inglaterra y los Países Bajos. Algunas familias escocesas famosas, como los futuros Bruce, Balliol, Murray y Stewart, llegaron a Escocia en esos tiempos. Hoy en día, Escocia es uno de los países que conforman el Reino Unido.

## Etnias de Escocia
En la Alta Edad Media, Escocia era territorio de pictos, gaélicos, britanos y anglos, estos últimos en el sudeste del país. Hasta el siglo XIII, en la mayor parte de Escocia se hablaban lenguas celtas. Después las lenguas germánicas serían las que gradualmente reemplazarían a las celtas. Los anglos de Nortumbria se asentaron el sudeste de Escocia, en la región entre el fiordo de Forth y el río Tweed. También ocuparon el sudoeste de Escocia y fueron hacia el norte hasta Kyle. La lengua de los anglos, el anglosajón o inglés antiguo, sería la forma más antigua de la lengua que a la postre se convertiría en el escocés.
El uso del gaélico se extendió por casi toda Escocia en el siglo IX, alcanzando su pico máximo durante el siglo XI y XIII, pero nunca fue la lengua de la parte sudoriental del país. El rey Edgar el Pacífico dividió el reino de Northumbria entre Escocia e Inglaterra, causando que muchos ingleses formasen parte del reino de Escocia. Los ingleses continuaron llegando a Escocia, con muchas más facilidad después de la invasión normanda a Inglaterra en 1066. El dialecto septentrional del inglés antiguo, también conocido como escocés antiguo, comenzó a expandirse primero al sudeste del fiordo de Forth, y después en Lothian y los Borders.
En 1124 David I de Escocia regresó de su exilio en Inglaterra y asumió el trono escocés con ayuda militar normanda. David invitó a familias normandas de Francia e Inglaterra establecerse en su reino y conformar una clase dominante leal a él. Con la revolución davidiana, como muchos historiadores la llaman, el feudalismo europeo llegó a Escocia junto a un influjo de personas de ascendencia normanda —por invitación en este caso, a diferencia de Inglaterra que fue por invasión. Hoy en día, muchos de las apellidos comunes de Escocia se pueden trazar a los normandos de esa época, como los Stewart, los Bruce, los Hamilton, los Wallace, los Melville, algunos Brown, entre otros.
Las islas Orcadas y Setelanda, y algunas partes de Caithness, eran áreas de habla norn (el oeste de Caithness era de habla gaélica hasta el siglo XX, al igual que en algunas comunidades pequeñas en el centro de las Tierras Altas). De 1200 a 1500 el escocés temprano se extendió por las Tierras Bajas de Escocia entre Galloway y la Highland Line, siendo usado por John Barbour en su poema épico The Brus (La gesta de Roberto Bruce) a fines del siglo XIV en Aberdeen.
Desde 1500 en adelante, Escocia ha sido dividida en dos grupos lingüísticos: los habitantes de Tierras Altas gaélico-hablantes (idioma era antiguamente llamado scottis por los anglófonos y conocido por muchos habitantes de las Tierras Bajas como «irlandés») y los habitantes de las Tierras Bajas anglohablantes (idioma que sería después llamado «escocés», considerado generalmente un dialecto del inglés)

## Cultura

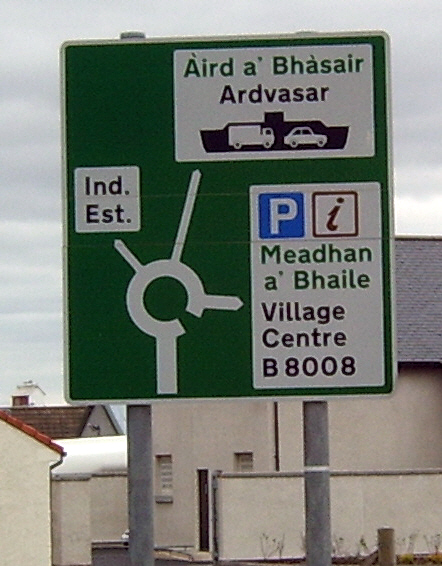
Se usan inglés escocés y gaélico escocés en señales de tráfico en muchas zonas gaélico-hablantes de Escocia, como este en el pueblo de Mallaig.

### Idiomas
Históricamente, el pueblo escocés ha hablado diferentes lenguas y dialectos. El picto, nórdico, normando y lenguas britónicas han sido hablados por los ancestros de los escoceses actuales. Sin embargo, nadie los usa hoy. Los idiomas que hablan los escoceses actuales son el inglés, el escocés y el gaélico. De los tres, el inglés es el más usado como lengua materna. Hay algunos otros idiomas que también son usados, como el español por los escoceses de Argentina.
El norn se hablaba en las Orcadas y Setelanda, por lo que influenció fuertemente en los dialectos actuales hablados en esas islas.
Todavía hay un fuerte debate sobre si el escocés es una lengua o un dialecto, a la vez que no hay un límite claro que los diferenciaría a ambos. Usualmente se considera al escocés en el medio entre ambos, pues es mutualmente inteligible con el inglés, particularmente los dialectos del norte de Inglaterra y algunos de Escocia, pero en algunas leyes se le considera una lengua separada.

### Religión
Los escoceses son principalmente cristianos o ateos. De las antiguas religiones indoeuropeas no queda nada. El cristianismo sigue siendo la religión con más creyentes. De acuerdo a los resultados del censo de 2011, el 53,8 % de los habitantes de Escocia se identificaron como cristianos, de los cuales el 15,9 % son católicos. La principal iglesia protestante es la Iglesia de Escocia, que es presbiteriana y representa al 32,4 % de la población. En Estados Unidos, los descendientes de escoceses son principalmente protestantes, de los cuales muchos pertenecen a iglesias bautistas, metodistas y presbiterianas.
Según la encuesta de Scottish Social Attitudes de 2016, el 52 % de los habitantes de Escocia afirmaron no ser religiosos.